# بلير وينغو
بلير وينغو (بالإنجليزية: Blair Wingo)‏ هي ممثلة أمريكية، ولدت في 27 نوفمبر 1984.

## وصلات خارجية
- بلير وينغو على موقع IMDb (الإنجليزية)